# 329

## Nașteri
- dată necunoscută: Vasile cel Mare arhiepiscop din secolul al IV-lea (d. 379)
- dată necunoscută: Grigore de Nazianz  (d. 389)

## Decese
- dată necunoscută: Grigore Luminătorul  (n. 252)
- dată necunoscută: Fausta (fiica lui Maximian)  (n. 289)